# Brephos subterminalis
Brephos subterminalis là một loài bướm đêm trong họ Noctuidae.